# سی‌اس‌آی: نیویورک
سی‌اس‌آی: نیویورک (به انگلیسی: CSI: NY) یک برنامه تلویزیونی آمریکایی پلیسی است که از ۲۲ سپتامبر ۲۰۰۴ تا ۲۲ فوریه ۲۰۱۳ از شبکه ی CBS پخش می‌شد.
ماجرای این سریال حول محور پزشکی قانونی اداره پلیس نیویورک سیتی و ماجراهای جنایی آن می‌گردد.